# Elly en de Wiebelwagen
Elly en de Wiebelwagen is een kleuterserie van de EO, die van september 2006 tot april 2011 werd uitgezonden op televisie bij Z@ppelin, Nederland 3.

## Achtergrond
De serie gaat over Elly (Elly Zuiderveld-Nieman, bekend als Elly van het zingend duo Elly en Rikkert), Dop (Arthur Pirenne) en Kurk (Guido Verhoef). Het is een wekelijks programma waarin enkele kleuters op bezoek komen, meestal drie en steeds weer andere, aan wie Elly een verhaal voorleest. Ze zingen er een liedje bij, en Dop en Kurk bedenken een toneelstukje. Altijd maken ze vreemde dingen mee en gaat er van alles mis. Een aflevering duurt ongeveer een kwartier. De verhaaltjes en liedjes zijn christelijk geïnspireerd.

## Merchandising
De EO heeft een merchandising-programma rond deze serie. In 2008 verscheen de gelijknamige dvd en in september 2007 een boek getiteld Op reis met de wiebelwagen. Verder zijn er twee cd's van deze serie verkrijgbaar, gezongen door Elly en de Spettertjes (bestaande uit een aantal kinderen van 'De Spetters' en 'Friends', koren waar Elly en Rikkert hun cd's mee opnemen). Dop en Kurk laten ook van zich horen. De liedjes zijn van Elly en Rikkert.